# Stade Pier-Luigi-Penzo
 (novembre 2024).
Si vous disposez d'ouvrages ou d'articles de référence ou si vous connaissez des sites web de qualité traitant du thème abordé ici, merci de compléter l'article en donnant les références utiles à sa vérifiabilité et en les liant à la section « Notes et références ».
Le stade Pier Luigi Penzo (en italien, Stadio Pier Luigi Penzo) est un stade à multi-usage situé à Venise en Italie.

## Histoire
Il est actuellement utilisé principalement pour le football. Son club résident est le Venezia Football Club. Le stade peut contenir 10 500 personnes et est situé sur l'île Sant'Elena. Il est aussi connu pour être accessible en vaporetto.